# Jaakko Hintikka

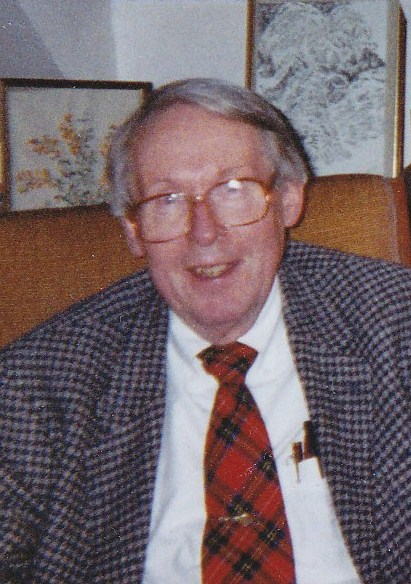
Jaako Hintikka (2003)

Jaakko Hintikka (* 12. Januar 1929 in Vantaa; † 12. August 2015 in Porvoo) war ein finnischer Philosoph. Er galt als Experte für verschiedene Bereiche der mathematischen Logik und Spieltheorie und der Philosophie der Mathematik, der Epistemologie und Wissenschaftstheorie, der Metaphysik, außerdem für diverse andere philosophische Spezialgebiete und historische Problemzusammenhänge, darunter Theorien von Aristoteles, René Descartes und Ludwig Wittgenstein.

## Leben
Hintikka promovierte 1953 bei Georg Henrik von Wright. 1956 bis 1959 war er Junior Fellow in Harvard und nach Aufenthalten in Helsinki, Florida und Stanford war er seit 1990 Professor für Philosophie an der Boston University.
Sein Interessensgebiet war weit gefächert und ging von frühen Arbeiten zu distributiven Normalformen über Modelltheorie, eine Mögliche-Welt-Semantik, eine deontische Logik bis zur intensiven, analytisch geschulten Beschäftigung mit diversen Themen der theoretischen Philosophie, darunter Modalität, Zeit oder Wissenschaftsmethodologie. Mit seinem Buch Knowledge and Belief von 1962 entwickelte er eine der ersten Formalsprachen in der epistemischen Logik. Sein Anliegen war dabei, die logischen Hintergründe von Wissens- und Glaubensaussagen genauer zu definieren. Hintikka entwickelte außerdem eine so genannte Interrogativlogik.

## Ehrungen
- John Locke Lectureship, Oxford (1964)
- Mitglied der American Academy of Arts and Sciences (1974)
- Wihuri International Prize (1976)
- Guggenheim Fellowship (1979–80)
- Hägerström Lectureship, Uppsala (1983)
- Immanuel Kant Lectureship, Stanford (1985)
- Rolf-Schock-Preis im Bereich Philosophie (2005)
- Mitglied der Academia Europaea (2013)[2]

Außerdem war Hintikka Ehrendoktor an den Universitäten Liège (1984), Krakau (1995), Uppsala (2000), Oulu (2002) und Turku.
Wie andere Philosophen, so wird auch Hintikka von Daniel Dennett in dessen Philosophical Lexicon geehrt, indem Dennett sich eine scherzhafte Definition ausdachte:
hintikka, n. A measure of belief, the smallest logically discernible difference between beliefs. „He argued with me all night, but did not alter my beliefs one hintikka.“
Dennett spielt damit auf Hintikkas grundlegendes Buch Knowledge and Belief an.

## Werke (Auswahl)
- The Principles of Mathematics Revisited. 1996. ISBN 0-521-62498-3
- Paradigms for Language Theory and Other Essays. 1998. ISBN 0-7923-4780-3
- Lingua Universalis vs Calculus Ratiocinator. 1997. ISBN 0-7923-4246-1
- Inquiry as Inquiry: A Logic of Scientific Discovery ISBN 0-7923-5477-X
- Language, Truth and Logic in Mathematics (Selected Papers, Bd. 3), Dordrecht [u. a.] : Kluwer 1998, ISBN 0-7923-4766-8
- Ludwig Wittgenstein: Half-Truths and One-and-a-Half-Truths ISBN 0-7923-4091-4
- Analyses of Aristotle ISBN 1-4020-2040-6
- The Logic of Epistemology and the Epistemology of Logic ISBN 0-7923-0040-8
- mit Merrill B. Hintikka: Untersuchungen zu Wittgenstein, Frankfurt am Main : Suhrkamp 1990, ISBN 3-518-57980-0 (Übers. von Investigating Wittgenstein)
- Knowledge and Belief : An Introduction to the Logic of the Two Notions, Cornell, University Press, 1962
- Kant on the Mathematical Method. In: The Monist, 51, 1967, S. 352–375.
- Time and necessity : studies in Aristotle's theory of modality, Oxford : Clarendon Press 1973.
- Logic, Language-Games and Information: Kantian Themes in the Philosophy of Logic, Oxford : Clarendon Press 1973.